# Arthur Annesley (5e comte d'Anglesey)
Arthur Annesley (c. 1678 - 31 mars 1737), de Farnborough, Hampshire, Bletchingdon, Oxfordshire et Knockgrenan, près de Camolin, comté de Wexford, est un homme politique conservateur anglo-irlandais qui siège à la Chambre des communes anglaise et britannique de 1702 à 1710 et à la Chambre des communes irlandaise de 1703 à 1710. Il devient 6e vicomte Valentia et 5e comte d'Anglesey, rejoignant les deux chambres hautes. Il est vice-trésorier en Irlande de 1710 à 1716 et membre de la commission de régence au moment de l'accession de George Ier.

## Jeunesse et famille
Il est le troisième fils de James Annesley (2e comte d'Anglesey) et de sa femme Elizabeth Manners (morte en 1700), fille de John Manners (8e comte de Rutland). Il est nommé gentilhomme de la Chambre privée de Guillaume III en 1689 et commence ses études au Collège d'Eton vers 1693. Il obtient une maîtrise du Magdalene College, Cambridge en 1699, et est élu fellow l'année suivante. En 1724, il donne 200 £ au Magdalene College pour la création d'un poste de bibliothécaire pour la Pepys Library .
Il épousa se cousine Mary Thompson (morte en 1719) le 6 janvier 1702, troisième fille de John Thompson, 1er baron Haversham et Frances, fille d'Arthur Annesley, 1er comte d'Anglesey .

## Vie politique
Anglesey est réélu aux élections générales anglaises de 1702 en tant que député conservateur de l'université de Cambridge . En 1703, il est élu pour représenter New Ross, près de son domaine familial dans le comté de Wexford, pour le Parlement irlandais. Il occupe les deux sièges jusqu'à la mort de son frère John en 1710, date à laquelle il devient 6e vicomte Valentia et 5e comte d'Anglesey dans les pairies irlandaise et anglaise respectivement . Il est nommé aux Conseils privés britannique et irlandais  en 1711 .
Anglesey devient vice-trésorier et payeur général en Irlande, mais en 1711, après avoir passé une période en Irlande, il a l'ambition de succéder au duc d'Ormonde en tant que vice-roi d'Irlande. Lorsque le duc de Shrewsbury remplace Ormonde, il s'oppose à la confirmation parlementaire du traité commercial avec la France et sape Shrewsbury en Irlande.
En juillet 1714, il est chargé de remodeler l'armée irlandaise. Cependant, après la mort de la reine Anne en août, il prend place dans la commission de régence de George Ier jusqu'à son arrivée de Hanovre. À la suite de la publication de plans visant à réduire l'armée irlandaise, il perd son poste à la cour en 1715 et, en 1716, il est démis de ses fonctions.
Il est grand intendant de l'Université de Cambridge de 1722 à 1737 .
La mort de George Ier en 1727 voit Anglesey encourager les torys irlandais à se présenter à la Cour, mais sa nomination en tant que gouverneur du comté de Wexford est l'un des rares gains.
Anglesey meurt des suites de la goutte le 31 mars 1737 à Farnborough, Hampshire, où il est enterré. Lui et sa femme n'ont pas d'enfants et son cousin Richard Annesley (6e comte d'Anglesey) (en) lui succède .